# Pierres vivantes (télévision)
Pierres vivantes  est une émission de télévision religieuse québécoise diffusée du 7 octobre 1961 au 23 juin 1962 à la Télévision de Radio-Canada et animée par le Père Ambroise Lafortune.
Au cours de cette série, le Père Ambroise présente les grandes figures de l'église. Les premières émissions sont consacrées à Saint Pierre.